# Machine de traitement du courrier
 (juin 2023).
La mise en forme du texte ne suit pas les recommandations de Wikipédia : il faut le « wikifier ».
Les points d'amélioration suivants sont les cas les plus fréquents. Le détail des points à revoir est peut-être précisé sur la page de discussion.
- Les titres sont pré-formatés par le logiciel. Ils ne sont ni en capitales, ni en gras.
- Le texte ne doit pas être écrit en capitales (les noms de famille non plus), ni en gras, ni en italique, ni en « petit »…
- Le gras n'est utilisé que pour surligner le titre de l'article dans l'introduction, une seule fois.
- L'italique est rarement utilisé : mots en langue étrangère, titres d'œuvres, noms de bateaux, etc.
- Les citations ne sont pas en italique mais en corps de texte normal. Elles sont entourées par des guillemets français : « et ».
- Les listes à puces sont à éviter, des paragraphes rédigés étant largement préférés. Les tableaux sont à réserver à la présentation de données structurées (résultats, etc.).
- Les appels de note de bas de page (petits chiffres en exposant, introduits par l'outil «  Source ») sont à placer entre la fin de phrase et le point final[comme ça].
- Les liens internes (vers d'autres articles de Wikipédia) sont à choisir avec parcimonie. Créez des liens vers des articles approfondissant le sujet. Les termes génériques sans rapport avec le sujet sont à éviter, ainsi que les répétitions de liens vers un même terme.
- Les liens externes sont à placer uniquement dans une section « Liens externes », à la fin de l'article. Ces liens sont à choisir avec parcimonie suivant les règles définies. Si un lien sert de source à l'article, son insertion dans le texte est à faire par les notes de bas de page.
- La présentation des références doit suivre les conventions bibliographiques. Il est recommandé d'utiliser les modèles {{Ouvrage}}, {{Chapitre}}, {{Article}}, {{Lien web}} et/ou {{Bibliographie}}. Le mode d'édition visuel peut mettre en forme automatiquement les références.
- Insérer une infobox (cadre d'informations à droite) n'est pas obligatoire pour parachever la mise en page.

Pour une aide détaillée, merci de consulter Aide:Wikification.
Si vous pensez que ces points ont été résolus, vous pouvez retirer ce bandeau et améliorer la mise en forme d'un autre article.
Une machine de traitement du courrier est une machine dont la fonction principale est de trier du courrier. On utilise ces appareils principalement dans les entreprises postales. Il en existe plusieurs sortes, en fonction notamment du format du courrier.
Les noms cités ici sont ceux donnés aux machines par La Poste (France).

## Quelques dates
Voici les principales étapes d'usage de machines à traitement du courrier :
- 1947, début de la mécanisation postale avec la société BRANDT
- 1958, première machine semi-automatique
- 1962, la HD
- 1972, la HM 0 est testée. Suivront toutes les générations de HM.
- 1973, le LIAP puis LIPAP (1975), premiers équipements de lecture automatique d'adresses.
- 1980, la HM 1.3
- 1986, L'ELIT : équipement de lecture, d'indexation et de tri

## La HM 0 (Hotchkiss Mécanisation)
C'est l'ancêtre de la série des HM (Machine de tri modulaire). Elle peut trier sur 8 tasseurs et 8 modules de 32 cases (soit 256 cases) à la vitesse de 18 000 lettres / heures. D'une longueur de 15,4 mètres, elle ne possède pas de couloir de maintenance. Cette première génération de machine de tri ne peut lire que la traduction visuelle du code postal à 5 chiffres en 20 barres fluorescentes. La transcription de ces barres sur la partie basse à droite des enveloppes nécessite une opération dite "indexation", faite par les machines suivantes

## Le LIPAP (Lecteur indexeur prétrieur d'adresse postale)
C'est la première machine équipé d'un lecteur optique automatique de reconnaissance de l'adresse postale, apte à lire les codes postaux et la ligne adresse et à "pré trier" le courrier sur 15 directions. Fabriqué par l'entreprise Recognition Equipment Inc. (Dallas, USA), le LIPAP peut être modulé en un équipement de moindre envergure, le LIAP. Son rendement est de 30 000 plis/heure sur les courriers normalisés des grandes entreprises (banques, assurances, par exemple) avec 6 opérateurs (3 par unité de lecture)

## Le PIM (Poste d'indexation manuelle) puis le PIA (Poste d'indexation automatisée)
Les centres de tri automatisés sont équipés de batteries de ces PIM, où un (e) opérateur (trice) indexe les enveloppes qui défilent verticalement devant lui (elle) au moyen d'un clavier où il frappe les 5 chiffres des codes postaux du courrier généralement manuscrit.

## La HM 1.3 à 1.5
Évolution des HM 1.1 et HM 1.2, cette machine pilotée par mini-ordinateur peut trier sur 193 directions jusqu'à 28 000 lettres / heure.

## La Machine de Tri Simplifié (MTS), de la gamme ELIT
Permet le tri du courrier sur 20 directions maximum.

## La Trieuse de Petit Format (TPF)
Machine conçue par Mannesman Dematic ou Siemens, pour traiter le petit format, qui est chargée de traduire l'adresse se trouvant sur l'enveloppe, en code barres, de couleur orange, couleur qui lui est donnée grâce à l'encre phosphorescente. 
Cela s'appelle l'indexation, cette suite de bâtonnets sera lue par les TTF en fin de chaîne.

## La Trieuse d'Objets Plats (TOP)
Machine capable de trier des plis de grand format (allant du courrier style C5 au A4). Avec une cadence théorique de 21 000 plis par heure, elle trie en fonction de la lecture de l'adresse.

## La Trieuse Grand Format (TGF) ELectronica SAn Giorgio
Année 2000

## La Trieuse de Tournées de Facteurs (TTF) Mannesman Dematic / SOLYSTIC
(Ancien nom : MTB pour Machine de Tri de Bureau)
Elle permet le tri par tournée et dans chaque tournée le tri par ordre de tournée. Depuis 2007, son implantation dans les PDC et PPDC (Plateforme de Distribution du Courrier et Plateforme de Préparation et de Distribution du Courrier) est en route. Environ 500 machines de ce type devaient être mises en place en 2008 et 2009 (450 machines déjà installées pour 2010).

## La Machine de Tri Préparatoire (MTP) Toshiba TSC 1000
(ancêtre : les RO et SRO)
Elle assure la Ségrégation, le Redressement, l'Oblitération et le Tri.
La MTP est une machine très complète car elle redresse le courrier tout en éliminant les lettres hors format standard (jusqu'au C5+) ; elle oblitère le courrier et le trie suivant le type d'affranchissement.
Elle est équipée de 16 tasseurs sur les versions standard mais deux machines de test de La Poste comptent 24 tasseurs.
Cette machine demande très peu d'entretien lourd, mais un entretien quotidien dispensé par les agents de production en fin de vacation, et un entretien hebdomadaire plus poussé par un technicien. C'est le personnel du service technique qui effectue toutes les opérations de maintenance préventive et corrective. Cela prend environ 3 heures chaque nuit pour une utilisation industrielle de la machine.

## La préparatrice NEC (Nippon Electric Company)
C'est une machine permettant de sélectionner le courrier selon le format et l'épaisseur, puis de l'oblitérer. Il y a plusieurs types de préparatrices NEC : la Redresseuse Oblitératrice (R.O.) et la Ségrégatrice Redresseuse Oblitératrice (S.R.O.) 
Les RO et SRO sont remplacées par les machines de nouvelles générations SROT qui assure la Ségrégation, le Redressement, l'Oblitération ET le Tri.

## Améliorations: MTI GF et PF Siemens
MTI = Machine de Tri Industriel
PF = Petit Format (courrier jusqu'à C5)
Les MTI GF et PF sont des machines de dernières générations. Elles sont actuellement déployées dans les PIC (Plateformes Industrielles Courrier) de France.
Les machines PF (Solystic ou Siemens) 256 sorties peuvent trier jusqu'à 40 000 plis à l'heure. Ce sont de machines très complexes avec beaucoup d'électronique et d'informatique. La machine est composée de deux grandes parties : l'avant machine avec l'analyse de la lettre et les modules tasseurs avec la destination de la lettre. 
L'avant machine est composé de différentes parties : le dépileur où l'on introduit la lettre, le module de stabilisation où l'on fait un écart entre les lettres et une détection de prise multiple, un module d'acquisition avec détection de l'adresse, une boucle de retard pour l'attente de traitement de l'adresse, un module d'impression de la chrono-marque et un module de répartition des lettres sur les deux niveaux de tasseurs. Un suivi de la lettre est fait aux différents points de la machine via des capteurs de passage et un système informatique 
La machine GF avec elle 480 sorties peut trier jusqu'à 32 000 lettres/heure avec ses 4 dépileurs. Elle intègre aussi un système de convoyage de bacs intégré. Elle est très fiable, mais demande, comme tout processus industriel, une maintenance préventive régulière.

## Intervention du "facteur" humain
Ces machines de tri atteignent un rendement optimal en fonction d'interventions humaines à de nombreux stades du traitement et en fonction des caractéristiques "physiques" du courrier qui leur est présenté et injecté. L'intervention humaine a lieu notamment au poste d'alimentation, au redressage (pour les MTIGF) du courrier aiguillé vers des cases de rejets, au "décasage" (pour les MTIPF) du tri, et au codage (ou plutôt au vidéocodage) des objets dont l'adresse n'est pas reconnue par la machine. Ce codage se fait sur des télé-images auxquelles des opérateurs (opératrices) fournissent les données manquantes ou mal lisibles.
Les caractéristiques physiques du courrier qui influent sur la rapidité du traitement automatique résident dans la lisibilité de l'adresse, la non interférence de nombreuses mentions figurant sur la zone de lecture, et un conditionnement des plis qui autonomise chacun d'eux. Les films plastiques adhérant entre eux, le collage des plis entrainent dysfonctionnements nécessitant des interventions techniques ou manuelles.